# Ľudmila Milanová
Ľudmila Milanová (Kežmarok, 22 marzo 1967) è un'ex sciatrice alpina slovacca che gareggiò per la nazionale cecoslovacca.

## Biografia
Sciatrice polivalente, la Milanová ottenne il primo piazzamento in campo internazionale in occasione dello slalom speciale di Coppa del Mondo disputato a Jasná il 18 marzo 1984 (14ª) e l'anno dopo prese parte ai Mondiali juniores di Jasná 1985; ai Mondiali di Crans-Montana 1987 si classificò 9ª nella combinata, suo unico piazzamento iridato, e ai XV Giochi olimpici invernali di Calgary 1988, sua prima presenza olimpica, fu 24ª nella discesa libera, 29ª nel supergigante e non completò lo slalom gigante, lo slalom speciale e la combinata. In Coppa del Mondo ottenne il miglior risultato il 15 gennaio 1989 a Grindelwald in combinata (13ª) e l'ultimo piazzamento il 2 febbraio 1992 nelle medesime località e specialità (19ª); ai XVI Giochi olimpici invernali di Albertville 1992, suo congedo agonistico, si classificò 24ª nella discesa libera, 34ª nel supergigante, 24ª nello slalom speciale, 15ª nella combinata e non completò lo slalom gigante.

## Palmarès

### Coppa del Mondo
- Miglior piazzamento in classifica generale: 75ª nel 1989